# Дороги судьбы
«Доро́ги судьбы́» (англ. Roads of Destiny) — новелла О. Генри, написанная в 1903 году; опубликована в 1909 году в одноимённом сборнике. Произведение стоит особняком в творчестве американского прозаика, так как действие рассказа происходит во Франции в некую романтическую эпоху.

## Сюжет
После ссоры с невестой Ивонной пастух и поэт Давид Миньо решает покинуть родную деревню Вернуа и поискать счастья в других уголках земли. Дойдя до развилки дорог, Давид останавливается. Перед ним открываются три варианта судьбы.
В первый раз Миньо поворачивает налево. На этой дороге он знакомится с маркизом де Бопертюи и его племянницей Люси де Варенн. Накануне, не сумев выдать свою строптивую родственницу замуж за богатого человека, маркиз поклялся, что она станет женой первого встречного. Им оказывается Давид. Брак заключается немедленно, однако семейная жизнь пастуха и знатной дамы длится всего несколько минут: за столом возникает ссора, и пистолетный выстрел маркиза де Бопертюи делает Люси вдовой.
Второй шанс судьба даёт Давиду на дороге, ведущей направо. Она направляет его в Париж, где юноша находит кров на улице Конти и встречает молодую красавицу. Поэт не знает, что эта женщина участвует в заговоре против короля, а потому легко откликается на её просьбу добраться до дворца с таинственным письмом. Будучи слепым орудием в руках заговорщиков, поэт гибнет от пули, которая выпущена из пистолета всё того же маркиза де Бопертюи.
Третий маршрут, который предложен Давиду, — главная дорога. Не зная, какое развитие событий сулит она, пастух решает вернуться в Вернуа. На следующий день происходит его примирение с Ивонной, через три месяца в деревне играют их свадьбу, через год Миньо получает в наследство дом и овечье стадо. Жизнь идёт своим чередом, но мысли о поэзии не оставляют Давида. Однажды он вынимает из ящика карандаш и лист бумаги и погружается в мир стихосложения. Спустя некоторое время он едет в Дрё, чтобы показать объёмную рукопись известному книжнику Брилю. Тот, ознакомившись с творчеством Давида, советует юноше наслаждаться поэзией, но ничего больше не писать. Возвращаясь в Вернуа, Миньо заглядывает в лавку старьёвщика и приобретает пистолет, который, по заверению продавца, некогда принадлежал знатному вельможе, сосланному за участие в заговоре против короля. Придя в свой дом, Давид поднимается на чердак. Раздаётся выстрел. Соседи обнаруживают возле тела незадачливого поэта пистолет с фамильным гербом маркиза де Бопертюи.

## Художественные особенности
По мнению литературоведа Бориса Эйхенбаума, о необычности творческого почерка О. Генри в новелле «Дороги судьбы» свидетельствуют и оригинальная композиция рассказа, объединившего сразу три истории («Дорога налево», «Дорога направо», «Главная дорога») с отдельными сюжетами, и стихотворный эпиграф, в котором сформулирован интересующий автора вопрос: можно ли направить собственную судьбу по верному пути? Ответ дан в финале: какую бы из трёх «фольклорных дорог» ни выбрал герой Давид Миньо, его судьба предрешена; земной путь пастуха и поэта всё равно завершит выстрел из пистолета маркиза де Бопертюи.
Своего рода героем является и пистолет, переходящий из рук в руки и каждый раз встречающий на своем пути Давида. Таким образом, в рассказе происходит любопытное столкновение или скрещение двух планов или конструкций: одна представляет собою нормально развернутую во времени историю маркиза и его пистолета, а другая — три новеллы об одном герое, данные вне временной связи между собой. <...> Условия «правдоподобия» нарушены, художественная мотивировка отброшена и заменена «тезисом».
Эйхенбаум убеждён, что, создавая «Дороги судьбы», автор сам стоял на перепутье: он надеялся вырваться «из шаблонов авантюрного и детективного романа». Другой версии придерживаются американский писатель Гай Давенпорт и переводчик Анастасия Власова: они считают, что эта новелла — свидетельство «сумасбродства» О. Генри, совершившего внезапное перемещение своих героев в пространстве и во времени.

## Литературные параллели
Тема, развиваемая в «Дорогах судьбы», а также композиция произведения не новы; и то, и другое не раз разрабатывалось в литературе. Так, определённая перекличка с новеллой О. Генри замечена в рассказе Льва Толстого «Три смерти», в котором «параллелизм (барыня, мужик, дерево) дан в последовательности событий, специально мотивированной (остановка в пути, ямщик и сапоги умирающего мужика и т. д.)». Неоднократное умирание героя — это явная отсылка к «одному из романов Дюма».
Наибольшее же влияние на О. Генри в момент написания «Дорог судьбы» оказал рассказ Роберта Льюиса Стивенсона «Дверь сэра де Малетруа» (The Sire de Malétroit’s Door), созданный в 1878 году. О. Генри позаимствовал у Стивенсона мотивы, однако в данном случае речь идёт не о слепом подражании, а о «талантливом плагиате», углубившем фабулу первоисточника.
Когда стивенсоновская тема, использованная О. Генри для вариаций, впервые была напечатана, она называлась «Мышеловка сира Де Малетруа». В замечательном письме о собственном романе, который так и не был написан, а также в нескольких рассказах О. Генри сравнивает человеческое существование с мышеловкой.